# Ріп'євка (Ічалківський район)
Рі́п'євка (рос. Репьевка, ерз. Репьевка) — присілок у складі Ічалківського району Мордовії, Росія. Входить до складу Лобаскинського сільського поселення.

## Населення
Населення — 13 осіб (2010; 35 у 2002).
Національний склад (станом на 2002 рік):
- росіяни — 91 %